# Penungkiren
Penungkiren is een bestuurslaag in het regentschap Deli Serdang van de provincie Noord-Sumatra, Indonesië. Penungkiren telt 793 inwoners (volkstelling 2010).